# Championnat du Gabon de football 2004
Navigation
Saison précédente Saison suivante
La saison 2004 du Championnat du Gabon de football est la vingt-huitième édition du championnat de première division gabonaise, le Championnat National. Il se déroule sous la forme d’une poule unique avec douze formations, qui s’affrontent à deux reprises, à domicile et à l’extérieur. 
C’est l'AS Mangasport qui est sacré cette saison après avoir terminé en tête du classement, avec un seul point d’avance sur le club promu de D2, Gabon Télécom FC et six sur le tenant du titre, l’US Bitam. Il s’agit du troisième titre de champion du Gabon de l’histoire du club.
Le championnat est arrêté après la 15e journée afin de pouvoir démarrer la saison suivante dans les temps. 

## Les clubs participants
| - FC 105 Libreville - AS Mangasport - Gabon Télécom FC - Promu de D2 - USM Libreville - SOGEA FC - TP Akwembé | - Cercle Mbéri Sportif - Wongosport - Stade d'Akébé - Jeunesse Sportive de Libreville - Munadji 76 - US Bitam |

## Compétition

### Classement
| Rang | Équipe                          | Pts | J  | G | N | P  | Bp | Bc | Diff |
| ---- | ------------------------------- | --- | -- | - | - | -- | -- | -- | ---- |
| 1    | AS Mangasport                   | 32  | 15 | 9 | 5 | 1  | 27 | 7  | +20  |
| 2    | Gabon Télécom FCP               | 31  | 15 | 9 | 4 | 2  | 22 | 10 | +12  |
| 3    | US BitamT                       | 26  | 15 | 7 | 5 | 3  | 19 | 13 | +6   |
| 4    | Stade d'Akébé                   | 25  | 15 | 7 | 4 | 4  | 26 | 20 | +6   |
| 5    | FC 105 LibrevilleC              | 24  | 15 | 7 | 3 | 5  | 20 | 14 | +6   |
| 6    | USM Libreville                  | 23  | 15 | 7 | 2 | 6  | 20 | 19 | +1   |
| 7    | Wongosport                      | 19  | 15 | 6 | 1 | 8  | 20 | 18 | +2   |
| 8    | SOGEA FC                        | 19  | 15 | 4 | 7 | 4  | 17 | 16 | +1   |
| 9    | Munadji 76                      | 16  | 15 | 4 | 4 | 7  | 10 | 17 | -7   |
| 10   | Cercle Mbéri Sportif            | 14  | 15 | 3 | 5 | 7  | 10 | 19 | -9   |
| 11   | TP Akwembé                      | 10  | 15 | 2 | 4 | 9  | 10 | 22 | -12  |
| 12   | Jeunesse Sportive de Libreville | 7   | 15 | 1 | 4 | 10 | 7  | 33 | -26  |

|  | Qualification pour la Ligue des champions de la CAF 2005               |
|  | Qualification pour la Coupe de la confédération 2005                   |
|  | Qualification pour la Coupe UNIFFAC des clubs 2005                     |
|  | Relégation directe en deuxième division                                |
|  | T : Tenant du titre C : Vainqueur de la Coupe du Gabon P : Promu de D2 |

## Bilan de la saison
| Championnat du Gabon de football 2004                             |                          |
| Champion                                                          | AS Mangasport (3e titre) |
| Coupes et trophées                                                |                          |
| Vainqueur de la Coupe du Gabon 2004                               | FC 105 Libreville        |
| Qualifications continentales                                      |                          |
| Ligue des champions de la CAF 2005                                | AS Mangasport            |
| Coupe de la confédération 2005                                    | FC 105 Libreville        |
| Coupe UNIFFAC des clubs 2005                                      | Gabon Télécom FC         |
| Promotions et relégations                                         |                          |
| Promus en Championnat National                                    | AS Stade Mandji          |
| Promus en Championnat National                                    | Missile FC               |
| Relégués en Championnat du Gabon de football de deuxième division | Aucun                    |